# Digitaria didactyla
Digitaria didactyla är en gräsart som beskrevs av Carl Ludwig von Willdenow. Digitaria didactyla ingår i släktet fingerhirser, och familjen gräs. Inga underarter finns listade i Catalogue of Life.

## Bildgalleri

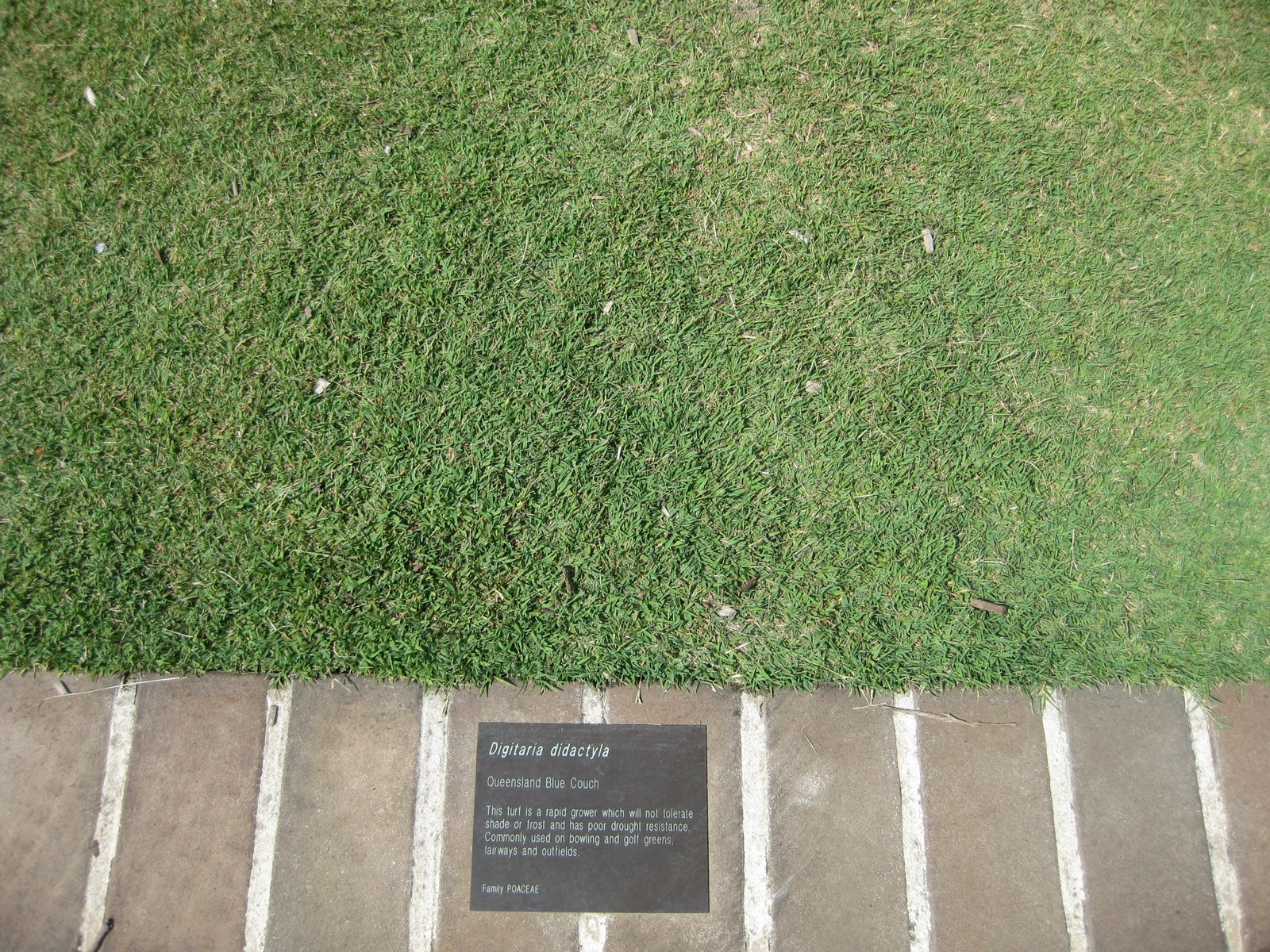
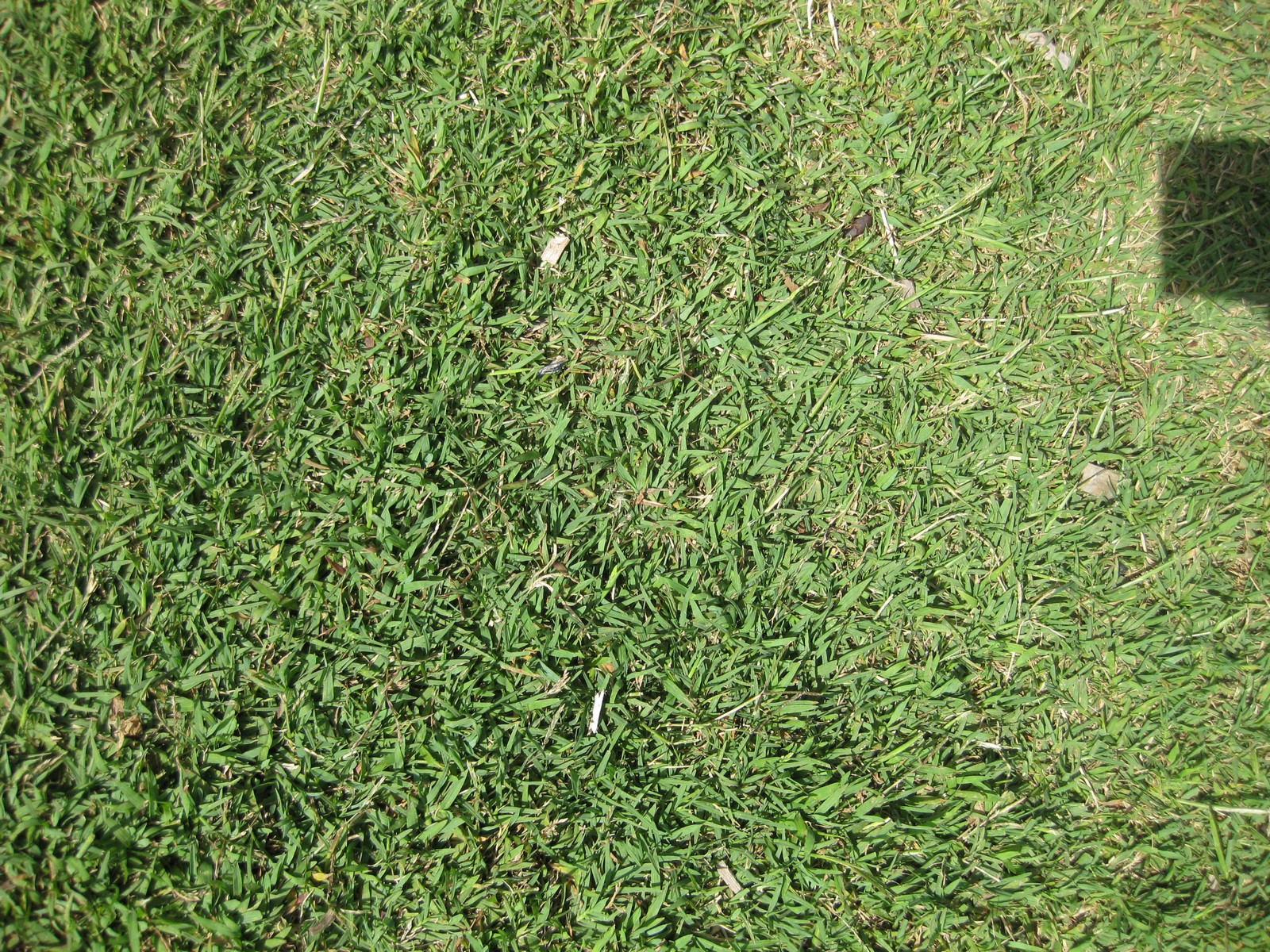
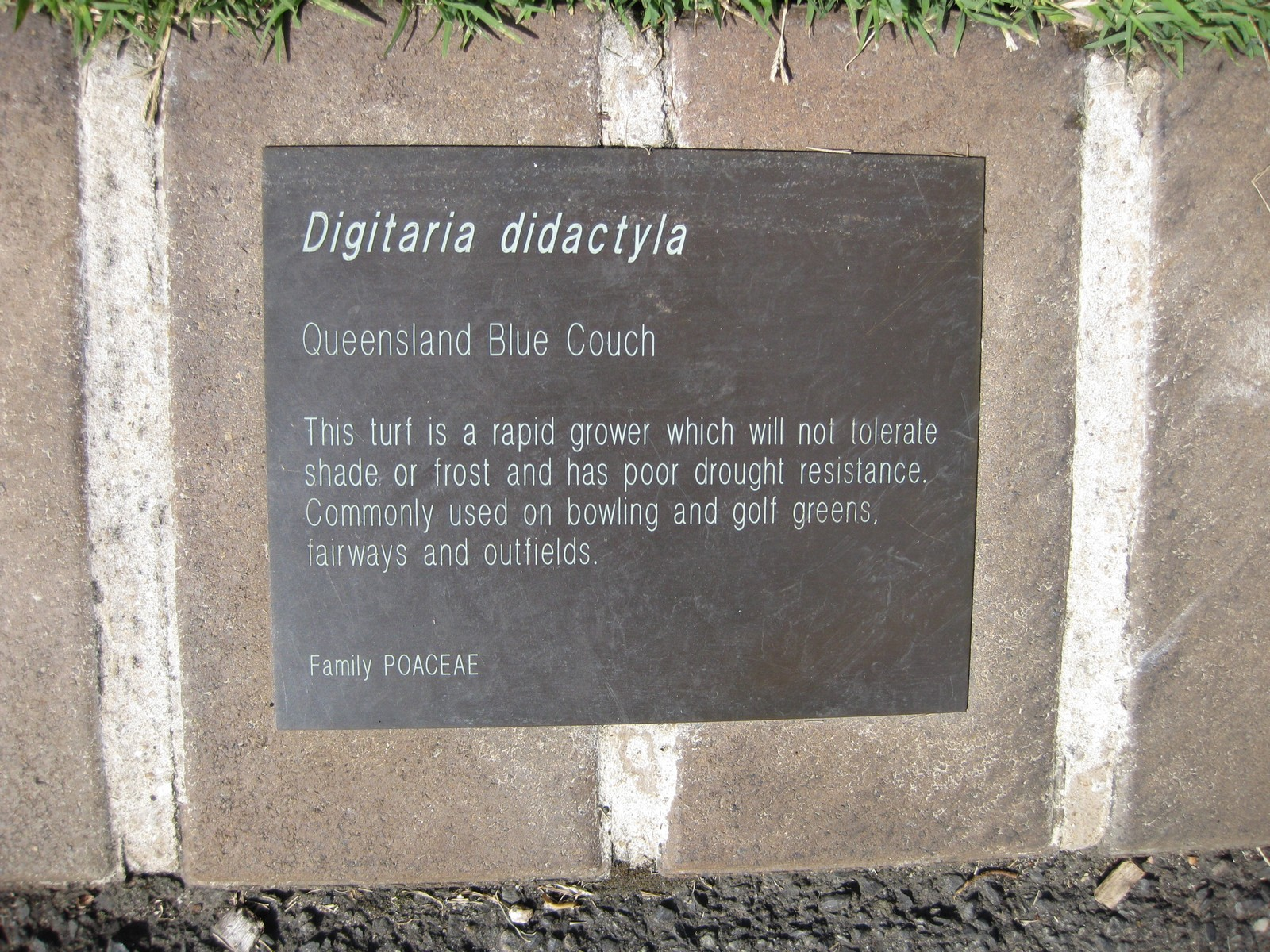